# Aoyama Harp
Az Aoyama japán hangszergyár, amely az Aoyama márkanevű hárfák és gitárok készítésével foglalkozik. A világ 4-5 azon hárfagyára közé tartozik, amelyik ipari módon és méretekben képes hárfákat előállítani.

## Története
A kezdetben hegedűk és orgonák javításával foglalkozó céget Jitaroh Aoyama hozta létre az 1880-as években. 1897-ben alapította meg „Aoyama Hangszerész Manufaktúra” elnevezésű társaságát, ami már vonós hangszerek gyártásával is foglalkozott. A Fukui tartományban működő cég hegedűket és gordonkákat gyártott. A népi (kampós-) hárfák előállításába Aojama Maszao fogott még az 1960-as években. A Grand Concert hárfákat a cég jelenlegi tulajdonosa, Aojama Kenzó kezdte el gyártani az 1970-es évektől kezdve.
1992-ben az Aoyama új üzemépületet emelt, és más hárfagyárakhoz hasonlóan koncerttermet és hárfamúzeumot is épített a gyár mellé.  Kitűzött célja, hogy fenntartsa a zene és a hangszerkészítés fejlődésének egységét, továbbá, hogy a hagyományok és az új technológiák között harmóniát teremtsen.

## Tevékenysége
Az Aoyama a hangszereket ma is Fukuiban, Japánban állítja elő. Termékválasztéka a kelta és ír hárfáktól a tanulóknak szánt kisebb pedálhárfákon át a különféle koncerthárfákig terjed. Utóbbiakhoz elsősorban Vanderbilt húrokat használ. Pedálos modelljeit a Monarch, a Vega és a Princess Sakura kivételével az ókori görög kultúrához kapcsolódóan nevezi el (Musa, Delphi, Apollon, Amphion, Orpheus). Elektronikus hárfákat nem gyárt. Pedálos hangszereinek Európában a Morley Harps a legnagyobb forgalmazója. Az Aoyama gitárok az országon kívül szinte ismeretlenek.
A hangszerkészítés mellett zenei tankönyvek kiadásával, hárfaiskolák és hárfás tanfolyamok szervezésével, valamint koncertek és hárfaversenyek rendezésével is foglalkozik, de csak Japánban, mert az országon kívüli szponzori tevékenysége nem jelentős. A cég tagja a Japán Hárfa Társaságnak és a World Harp Congressnek.

## Az Aoyama név
Az Aojama magyarul „kék hegy”-et jelent, és elterjedt családnév Japánban. Aojama Tadanari híres szamuráj volt, akiről Tokió közelében egy városkát neveztek el. A templomairól, szentélyeiről és szamurájkastélyáról ismert terület ma egybeépült Tokióval. és kedvelt szórakozó- és bevásárlónegyed. Hirohito császár az Aojama-palotában született. Az Aojama ezeken kívül sportolóknak (Aojama Hirosi), irodalmi alakoknak, rajzfilmszereplőknek, filmszereplőknek is a neve, és egy híres szemüvegmárka is.